# Toxicology and Industrial Health
Toxicology and Industrial Health, abgekürzt Toxicol. Ind. Health, ist eine wissenschaftliche Fachzeitschrift, die vom SAGE-Verlag veröffentlicht wird. Die erste Ausgabe erschien im Jahr 1985. Derzeit erscheint die Zeitschrift zehnmal im Jahr. Es werden Artikel aus der toxikologischen Wissenschaft veröffentlicht sowie Risikoabschätzungen für gefährlichen Abfall und Grundwasser.
Der Impact Factor lag im Jahr 2014 bei 1,859. Nach der Statistik des ISI Web of Knowledge wird das Journal mit diesem Impact Factor in der Kategorie Öffentliches Gesundheitswesen, Umwelt- und Arbeitsmedizin an 71. Stelle von 162 Zeitschriften und in der Kategorie Toxikologie an 61. Stelle von 87 Zeitschriften geführt.
Chefherausgeber ist Alan M. Hoberman, Charles River Laboratories, Horsham, Vereinigte Staaten von Amerika.
Ein Jahresabonnement kostet für Bibliotheken 1.765 US-Dollar (gedruckte Ausgabe) bzw. 1.621 US-Dollar (Zugriff auf elektronische Ausgabe).